# Viktor Đukanović
Viktor Đukanović (in serbo Виктор Ђукановић?; 29 gennaio 2004) è un calciatore montenegrino, attaccante del DAC Dunajská Streda, in prestito dall'Hammarby, e della nazionale montenegrina.

## Carriera

### Club
Dopo aver esordito nella prima serie montenegrina con la maglia del Budućnost, nel gennaio 2023 è stato dagli stoccolmesi dell'Hammarby con cui ha firmato un contratto quinquennale. Al suo primo campionato disputato in Svezia, il diciannovenne ha giocato 25 partite (di cui 15 da titolare) segnando 11 reti, risultando il miglior marcatore stagionale dei biancoverdi. Ha iniziato all'Hammarby anche la stagione 2024, con 2 gol e un assist in 12 presenze, di cui la metà ottenute iniziando da titolare e la metà subentrando dalla panchina, poi intorno a metà campionato è stato ceduto.
Il 30 luglio 2024, infatti, Đukanović è passato ufficialmente dall'Hammarby ai belgi dello Standard Liegi attraverso un prestito annuale con diritto di riscatto. Questa parentesi, tuttavia, non si è rivelata positiva: il giocatore montenegrino ha collezionato soltanto quattro presenze in campionato e una in Coppa del Belgio, tutte da subentrante, prima che il prestito venisse risolto anticipatamente il 3 febbraio 2025.
Il giorno seguente l'addio al club belga, il club slovacco DAC Dunajská Streda ha annunciato l'arrivo di Đukanović con un prestito valido fino alla fine del 2025, anche in questo caso con diritto di riscatto.

### Nazionale
Dopo numerose presenze con le varie nazionali giovanili montenegrine, nel 2022 ha esordito in nazionale maggiore.

## Statistiche

### Presenze e reti nei club
Statistiche aggiornate al 12 gennaio 2025.
| Stagione        | Squadra         | Campionato      | Campionato | Campionato | Coppe nazionali | Coppe nazionali | Coppe nazionali | Coppe continentali | Coppe continentali | Coppe continentali | Altre coppe | Altre coppe | Altre coppe | Totale | Totale | Totale |
| Stagione        | Squadra         | Comp            | Pres       | Reti       | Comp            | Pres            | Reti            | Comp               | Pres               | Reti               | Comp        | Pres        | Reti        | Pres   | Reti   |        |
| --------------- | --------------- | --------------- | ---------- | ---------- | --------------- | --------------- | --------------- | ------------------ | ------------------ | ------------------ | ----------- | ----------- | ----------- | ------ | ------ | ------ |
| 2023            | Hammarby TFF    | D1              | 23         | 14         | -               | -               | -               | -                  | -                  | -                  | -           | -           | -           | 23     | 14     |        |
| 2023            | Hammarby        | A               | 3          | 0          | CS+CS           | 0+1             | 0               | -                  | -                  | -                  | -           | -           | -           | 4      | 0      |        |
| 2024            | Hammarby        | A               | 18         | 3          | CS+CS           | 3+0             | 0               | -                  | -                  | -                  | -           | -           | -           | 21     | 3      |        |
| Totale Hammarby | Totale Hammarby | Totale Hammarby | 21         | 3          |                 | 4               | 0               |                    | -                  | -                  |             | -           | -           | 25     | 3      |        |
| 2024-2025       | Porto           | PL              | 6          | 1          | CP+CdL          | 0+2             | 0               | UEL                | 5                  | 1                  | -           | -           | -           | 13     | 2      |        |
| Totale carriera | Totale carriera | Totale carriera | 50         | 18         |                 | 6               | 0               |                    | 5                  | 1                  |             | -           | -           | 61     | 19     |        |

### Cronologia presenze e reti in nazionale
| Cronologia completa delle presenze e delle reti in nazionale ― Montenegro | Cronologia completa delle presenze e delle reti in nazionale ― Montenegro | Cronologia completa delle presenze e delle reti in nazionale ― Montenegro | Cronologia completa delle presenze e delle reti in nazionale ― Montenegro | Cronologia completa delle presenze e delle reti in nazionale ― Montenegro | Cronologia completa delle presenze e delle reti in nazionale ― Montenegro | Cronologia completa delle presenze e delle reti in nazionale ― Montenegro | Cronologia completa delle presenze e delle reti in nazionale ― Montenegro |
| Data                                                                      | Città                                                                     | In casa                                                                   | Risultato                                                                 | Ospiti                                                                    | Competizione                                                              | Reti                                                                      | Note                                                                      |
| ------------------------------------------------------------------------- | ------------------------------------------------------------------------- | ------------------------------------------------------------------------- | ------------------------------------------------------------------------- | ------------------------------------------------------------------------- | ------------------------------------------------------------------------- | ------------------------------------------------------------------------- | ------------------------------------------------------------------------- |
| 14-6-2022                                                                 | Bucarest                                                                  | Romania                                                                   | 0 – 3                                                                     | Montenegro                                                                | UEFA Nations League 2022-2023 - 1º turno                                  | -                                                                         | 88’                                                                       |
| 7-9-2023                                                                  | Kaunas                                                                    | Lituania                                                                  | 2 – 2                                                                     | Montenegro                                                                | Qual. Euro 2024                                                           | -                                                                         | 77’                                                                       |
| 16-11-2023                                                                | Podgorica                                                                 | Montenegro                                                                | 2 – 0                                                                     | Lituania                                                                  | Qual. Euro 2024                                                           | -                                                                         | 75’                                                                       |
| 21-3-2024                                                                 | Boztepe                                                                   | Montenegro                                                                | 2 – 0                                                                     | Bielorussia                                                               | Amichevole                                                                | -                                                                         | 66’                                                                       |
| Totale                                                                    |                                                                           | Presenze                                                                  | 4                                                                         |                                                                           | Reti                                                                      | 0                                                                         |                                                                           |

## Palmarès

### Club

#### Competizioni nazionali
- Campionato montenegrino: 1

Budućnost: 2020-2021
- Coppa del Montenegro: 2

Budućnost: 2020-2021, 2021-2022